# Bryan Verboom
Pour les articles homonymes, voir Verboom.
Bryan Verboom, né le 30 janvier 1992 à Anderlecht (Bruxelles) en Belgique, est un footballeur belgo-congolais qui joue au poste de défenseur.

## Biographie
Natif d'Anderlecht dans la région bruxelloise, Bryan Verboom grandit à Charleroi. Il s'affilie à l'âge de huit ans à la Jeunesse Sportive de Marcinelle et rejoint deux ans plus tard le Sporting Charleroi. Il reste chez les « Zèbres » jusqu'en 2008 puis s'en va pour le Sporting Anderlecht où il termine sa formation. Il est rapidement intégré au noyau des espoirs où il devient un des joueurs importants de l'équipe. Il signe son premier contrat professionnel en septembre 2011 mais reste encore une saison avec les espoirs.
Le 31 août 2012, il est prêté pour un an avec option d'achat au SV Zulte Waregem avec son équipier Bruno Godeau. Il dispute son premier match officiel le 27 octobre 2012 contre Waasland-Beveren et inscrit son premier but quelques jours plus tard face au Sporting Charleroi. Il devient ensuite une valeur sûre de l'équipe et ne quitte que rarement le onze de base. En janvier 2013, la direction du club décide de lever l'option d'achat et transfère le joueur définitivement. En fin de saison, le club termine vice-champion de Belgique et se qualifie pour le troisième préliminaire de la prochaine Ligue des champions. Le club y affronte le PSV Eindhoven et Bryan Verboom dispute le match aller, perdu 2-0.

## Statistiques

### En club
| Saison                | Club                    | Championnat           | Championnat | Championnat | Championnat | Coupe(s) nationale(s) | Coupe(s) nationale(s) | Coupe(s) nationale(s) | Compétition(s) continentale(s) | Compétition(s) continentale(s) | Compétition(s) continentale(s) | Compétition(s) continentale(s) | Autres compétitions | Autres compétitions | Autres compétitions | Autres compétitions | Total | Total | Total |
| Saison                | Club                    | Division              | M.          | B.          | P.d.        | M.                    | B.                    | P.d.                  | Comp.                          | M.                             | B.                             | P.d.                           | Comp.               | M.                  | B.                  | P.d.                | M.    | B.    | P.d.  |
| 2012-2013             | SV Zulte Waregem (prêt) | Division 1            | 11          | 1           | 0           | 2                     | 0                     | 0                     | -                              | -                              | -                              | -                              | -                   | -                   | -                   | -                   | 13    | 1     | 0     |
| 2012-2013             | SV Zulte Waregem        | Division 1            | 3           | 0           | 0           | 1                     | 0                     | 0                     | -                              | -                              | -                              | -                              | PO1                 | 6                   | 0                   | 2                   | 10    | 0     | 2     |
| 2013-2014             | SV Zulte Waregem        | Division 1            | 20          | 0           | 1           | 7                     | 0                     | 0                     | C1+C3                          | 1+1                            | 0+0                            | 0+0                            | PO1                 | 9                   | 0                   | 1                   | 38    | 0     | 2     |
| 2014-2015             | SV Zulte Waregem        | Division 1            | 26          | 3           | 4           | 3                     | 0                     | 0                     | C3                             | 2                              | 0                              | 0                              | PO2                 | 5                   | 0                   | 0                   | 36    | 3     | 4     |
| 2015-2016             | SV Zulte Waregem        | Division 1            | 24          | 3           | 3           | 2                     | 0                     | 0                     | -                              | -                              | -                              | -                              | PO1                 | 10                  | 0                   | 1                   | 36    | 3     | 4     |
| 2016-2017             | SV Zulte Waregem        | Division 1A           | 5           | 0           | 0           | 2                     | 0                     | 0                     | -                              | -                              | -                              | -                              | PO1                 | -                   | -                   | -                   | 7     | 0     | 0     |
| Sous-total            | Sous-total              | Sous-total            | 89          | 7           | 8           | 17                    | 0                     | 0                     | -                              | 4                              | 0                              | 0                              | -                   | 30                  | 0                   | 4                   | 140   | 7     | 12    |
| 2016-2017             | Roda JC (prêt)          | Eredivisie            | 4           | 0           | 0           | -                     | -                     | -                     | -                              | -                              | -                              | -                              | PO                  | 3                   | 0                   | 0                   | 7     | 0     | 0     |
| 2017-2018             | KV Courtrai (prêt)      | Division 1A           | 16          | 0           | 1           | 2                     | 0                     | 0                     | -                              | -                              | -                              | -                              | PO2                 | 4                   | 0                   | 0                   | 22    | 0     | 1     |
| 2019-2020             | RWD Molenbeek           | Division 1 Amateur    | 7           | 0           | 0           | -                     | -                     | -                     | -                              | -                              | -                              | -                              | -                   | -                   | -                   | -                   | 7     | 0     | 0     |
| 2019-2020             | La Louvière Centre      | Division 1 Amateur    | 2           | 0           | 0           | -                     | -                     | -                     | -                              | -                              | -                              | -                              | -                   | -                   | -                   | -                   | 2     | 0     | 0     |
| 2020-2021             | FC Aarau                | Challenge League      | 2           | 0           | 0           | 1                     | 0                     | 0                     | -                              | -                              | -                              | -                              | -                   | -                   | -                   | -                   | 3     | 0     | 0     |
| 2023-2024             | RFC Huy                 | Division 3 Amateur    | 25          | 2           | 0           | 1                     | 0                     | 0                     | -                              | -                              | -                              | -                              | TM                  | 1                   | 0                   | 0                   | 27    | 2     | 0     |
| 2024-2025             | Olympic CC              | Nationale 1           | 2           | 0           | 0           | 1                     | 0                     | 0                     | -                              | -                              | -                              | -                              | PO                  | 2                   | 0                   | 0                   | 5     | 0     | 0     |
| Total sur la carrière | Total sur la carrière   | Total sur la carrière | 147         | 9           | 9           | 22                    | 0                     | 0                     | -                              | 4                              | 0                              | 0                              | -                   | 40                  | 0                   | 4                   | 213   | 9     | 13    |

## Palmarès

### En club
|  |  | SV Zulte Waregem - Championnat de Belgique : - Vice-champion : 2013. - Coupe de Belgique : - Finaliste : 2014. |  | RFC Huy - Division 3 Amateur (1) : - Champion : 2024 (ACCF Série B). |  | Olympic CC - Nationale 1 (1) : - Champion : 2025. |